# Kretzer (Wein)
Kretzer ist im deutschsprachigen Südtirol (→ Südtirol (Weinbaugebiet)) die Bezeichnung für einen aus roten Rebsorten hergestellten Roséwein. Die italienische Namensentsprechung ist Rosato.
Kretzer werden vor allem in Südtirol und im benachbarten Trentino aus den Rebsorten Lagrein oder dem verwandten Teroldego weitgehend ohne Maischegärung gekeltert. Die frischen, blassroten Weine mit oft komplexen Kräuteraromen können recht alkoholstark sein. Hergestellt werden Kretzer vor allem im Raum Bozen, im Unterland und der Rotaliana-Ebene, besonders in Gries bei Bozen sowie in der DOC Teroldego Rotaliano.
Der Name Kretzer leitet sich von der Krätze (auch Kretze) ab, einem aus Weiden geflochtenen Korb, durch den der gepresste Most floss und ihn so von den letzten Beerenschalen und Stielen trennte. Dieses Verfahren wurde kretzern genannt.